# Catarina av Braganza
Catarina av Guimarães, hertiginna av Braganza, född 1540, död 1614, var en portugisisk tronpretendent. Hon var dotter till prins Duarte av Portugal, hertig av Guimarães, och Isabella av Braganza, och sondotter till Manuel I av Portugal. Catarina gjorde anspråk på den portugisiska tronen år 1580. Hon gifte sig 1563 med sin kusin hertig Juan av Braganza och blev farmor till Johan IV av Portugal.

## Biografi
När Henrik I av Portugal dog barnlös 1580 var Catarinas släkt den närmaste i tronföljden. Portugals tronföljd räknade manslinjen före kvinnolinjen, och Catarinas far härstammade från en son till Manuel I. Den närmaste tronarvingen var därför hennes döda syster Marias son, Ranuccio I Farnese av Parma. Catarinas kusin Filip II av Spanien gjorde anspråk på tronen genom kvinnolinjen, efter sin mor Isabella av Portugal. Catarinas egen make hade också han anspråk på tronen. Catarina beskrivs som politiskt ambitiös och engagerad. Hennes anspråk stärktes av hennes ålder, av det faktum att hon levde i Portugal och var gift med en annan tronpretendent. Samtidigt hade Portugal aldrig tidigare haft en fullt erkänd monark med hennes kön tidigare, och hennes äldre systers son Ranuccios anspråk gick före hennes. 
Filip II försökte genom mutor övertala Catarinas man att sluta stödja hennes anspråk, men han övertalades av henne att tacka nej. Filip II var dock den starkaste tronpretendenten och invaderade Portugal med målet att inlemma landet med Spanien, medan portugiserna gav sitt stöd åt Catarinas utomäktenskaplige kusin Anton I av Portugal i stället för henne. Anton besegrades av Filip i Slaget vid Alcântara 1580 och Portugal blev en del av Spanien. När hennes sonson Johan IV år 1640 befriade Portugal från Spanien och utropade sig till kung förklarades Catarina postumt som Portugals legitima monark.